# Eugenio Dugoni
Eugenio Dugoni (Mantova, 24 marzo 1907 – Peschiera del Garda, 24 agosto 1960) è stato un politico italiano.

## Biografia
Iscritto al Partito Socialista Italiano dal 1921 fu costretto a riparare in Francia dove continuò l'opposizione al regime fascista. Alla Sorbona di Parigi conseguì la laurea in Scienze politiche. Successivamente si laureò anche in Giurisprudenza a Torino. Fu arrestato nel 1942. Caduto Mussolini partecipò alla Resistenza con i maquis in Savoia meritandosi il titolo di Ufficiale della Legion d'Onore. Proseguì la lotta partigiana in Italia, dove fu catturato dalla banda Koch, sfuggendo all'esecuzione della condanna a morte solo in seguito allo scambio di prigionieri.
È stato deputato all'Assemblea Costituente, e deputato alla Camera nella I e nella II legislatura. Fu eletto sindaco di Mantova nel 1956 e poiché tale carica era diventata incompatibile con ruoli parlamentari, non si ricandidò alle elezioni politiche del 1958. La massima carica cittadina la conservò fino alla morte avvenuta in seguito ad incidente stradale in località Fornaci di Peschiera del Garda.
Secondo un documento prodotto da un agente dell'Ufficio affari riservati, datato 4 aprile 1972 e rinvenuto dallo storico Aldo Giannulli, Dugoni sarebbe stato assassinato da agenti del cosiddetto Noto Servizio, che avrebbero simulato un incidente stradale. L’inchiesta svolta dal ROS nei tardi anni ’90 confermò però che si trattò di incidente stradale.